# Seid al-Hussein

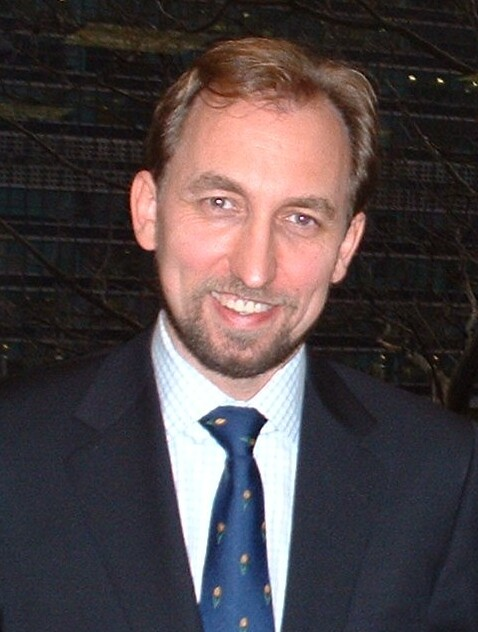
Seid al-Hussein (2006)

Seid bin Ra’ad Seid Al-Hussein (arabisch زيد رعد زيد الحسين, DMG Zaid Raʿd Zaid al-Ḥusain; * 26. Januar 1964 in Amman) ist ein jordanischer Diplomat. Von 2014 bis 2018 war er Hoher Kommissar der Vereinten Nationen für Menschenrechte.

## Herkunft und Ausbildung
Seid bin Ra’ad Seid Al-Hussein gehört der haschemitischen Königsfamilie Jordaniens an.
Er absolvierte ein Internat in England und studierte dann an der Johns Hopkins University in den USA. Nach seinem B.A. 1987 forschte er am Christ’s College in Cambridge, wo er 1993 zum Ph.D. promoviert wurde.

## Karriere
Schon während seines Studiums soll er auch als Beamter in der jordanischen Wüstenpolizei Badia gedient haben, wo er für Stammesangelegenheiten zuständig war. Von 1994 bis 1996 arbeitete er für UNPROFOR, von 1996 bis 2007 war er Jordaniens ständiger Vertreter bei den Vereinten Nationen.
Zu seiner Ernennung zum UN-Hochkommissar für Menschenrechte 2014 als Nachfolger von Navanethem Pillay gratulierte ihm unter anderem Frank-Walter Steinmeier. Seine Ernennung stieß jedoch auch auf Kritik. So wies der dänische Jurist und Menschenrechtler Jacob Mchangama auf die herrschenden Verhältnisse in Jordanien hin, insbesondere hinsichtlich der Redefreiheit zu religiösen Themen. Er beurteilte die Entscheidung, einen Angehörigen des haschemitischen Herrscherhauses zum UN-Hochkommissar für Menschenrechte zu ernennen, als falsch und verwies dabei unter anderem auf den Fall des jordanischen Dichters Eslam Samhan, der im Jahr 2009 wegen „Blasphemie“ zu einer Gefängnisstrafe verurteilt worden war. Samhan hatte in seine Dichtungen Verse aus dem Koran eingearbeitet. Des Weiteren war 2011 gegen den dänischen Cartoonisten Kurt Westergaard wegen dessen Mohammad-Karikaturen ein jordanisches Gerichtsverfahren in absentia eröffnet worden.
Während seiner Amtszeit als UN-Hochkommissar äußerte er mehrfach Kritik an seinem Heimatland. So verurteilte er die Beendigung des acht Jahre anhaltenden Aussetzens der Todesstrafe in Jordanien mit der Hinrichtung von elf Männern im Jahr 2014. Er verwies auf die häufigen Fehlurteile, die immer wieder zur Exekution Unschuldiger führen. Des Weiteren äußerte er sich auch kritisch zum Allianzverhältnis zwischen Jordanien, Saudi-Arabien und den Vereinigten Arabischen Emiraten, insbesondere hinsichtlich des Krieges in Jemen.
Said Raad al-Hussein nannte 2015 Deutschland und Schweden als Vorbilder für die Flüchtlingspolitik. Seids Amtszeit endete am 31. August 2018. Seine Nachfolgerin wurde die frühere chilenische Präsidentin Michelle Bachelet.
Für 2019 wurde Seid die Goler-T.-Butcher-Medaille der Amerikanischen Gesellschaft für internationales Recht (ASIL) zugesprochen. Im selben Jahr wurde er in die American Academy of Arts and Sciences gewählt.
Seid Al-Hussein ist seit 2019 Mitglied des Zusammenschlusses von herausragenden ehemaligen Staatsmännern und -frauen, Friedensaktivisten, Menschenrechtlern sowie prominenten Intellektuellen The Elders, der 2007 von Nelson Mandela auf Initiative von Peter Gabriel und Richard Branson gegründet wurde. Ziel der Gruppe ist es, die Erfahrung, die Beziehungen und den öffentlichen Einfluss der Mitglieder zur Lösung globaler Probleme einzusetzen.

## Familie
Seid bin Ra’ad ist der Sohn des 1936 in Berlin geborenen Prinzen Ra’ad bin Seid (* 1936) und der aus Södertälje in Schweden stammenden jordanischen Prinzessin Majda Ra’ad. Prinz Zeid bin Hussein, der Großvater von Seid bin Ra’ad väterlicherseits, war mit der türkischen Malerin Fahrelnissa Zeid verheiratet und von 1935 bis 1939 irakischer Gesandter in Berlin. Seid bin Ra’ad ist unter fünf Geschwistern der Älteste.
Am 5. Juli 2000 heiratete er in Amman die 1972 in Houston (Texas) geborene Amerikanerin Sarah Antonia Butler, die zur damaligen Zeit bei der UNO in New York arbeitete. Als jordanische Prinzessin heißt sie Sarah Zeid. Das Paar hat drei Kinder.